# Křížová cesta ke svobodě
Křížová cesta ke svobodě je pomník vytvořený sochařem Romanem Podrázkým jako připomínka politických vězňů nasazených za komunistického režimu v Československu k těžbě uranu na Jáchymovsku, Slavkovsku a Příbramsku. Pomník je umístěn v Jáchymově na prostranství před kostelem svatého Jáchyma a svaté Anny. Odhalen byl 25. května 1996.

## Historie
Pamětní místo vzniklo z iniciativy Konfederace politických vězňů. Památník byl odhalen 25. května 1996 a autorem je sochař Roman Podrázský. Tvoří jej soubor kamenů, které jsou pomníkem vězňům uranových dolů na Jáchymovsku, Slavkovsku a Příbramsku. Památník připomíná utrpení politických vězňů v uranových dolech, pomíjí však utrpení válečných a poválečných vězňů.
Kamenů je celkem 16. Prvním zastavením je pískovcová plastika Brána svobody, která zpodobňuje reliéf mříže a klesající mužskou postavu. Památník nese časové označení 1948-1989 a na odvrácené straně je ženská postava, ačkoli političtí vězni pracovali v uranových dolech pouze do roku 1961 a vězněnými v těchto táborech byli jen muži. Na plastiku navazuje řada pamětních kamenů s názvy bývalých pracovních táborů, ve kterých byl těžen uran, kameny nejsou řazeny podle žádného klíče.
V Jáchymově se zde každoročně na konci května setkávají bývalí političtí vězni z ČR i Slovenska u příležitosti vzpomínky, organizované Konfederací politických vězňů. Jáchymov tedy často symbolizuje utrpení způsobené komunistickým režimem v Československu. Křížová cesta ke svobodě je hlavním pietním místem vzpomínky a prvním zastavením naučné stezky „Jáchymovské peklo“.

## Sochy

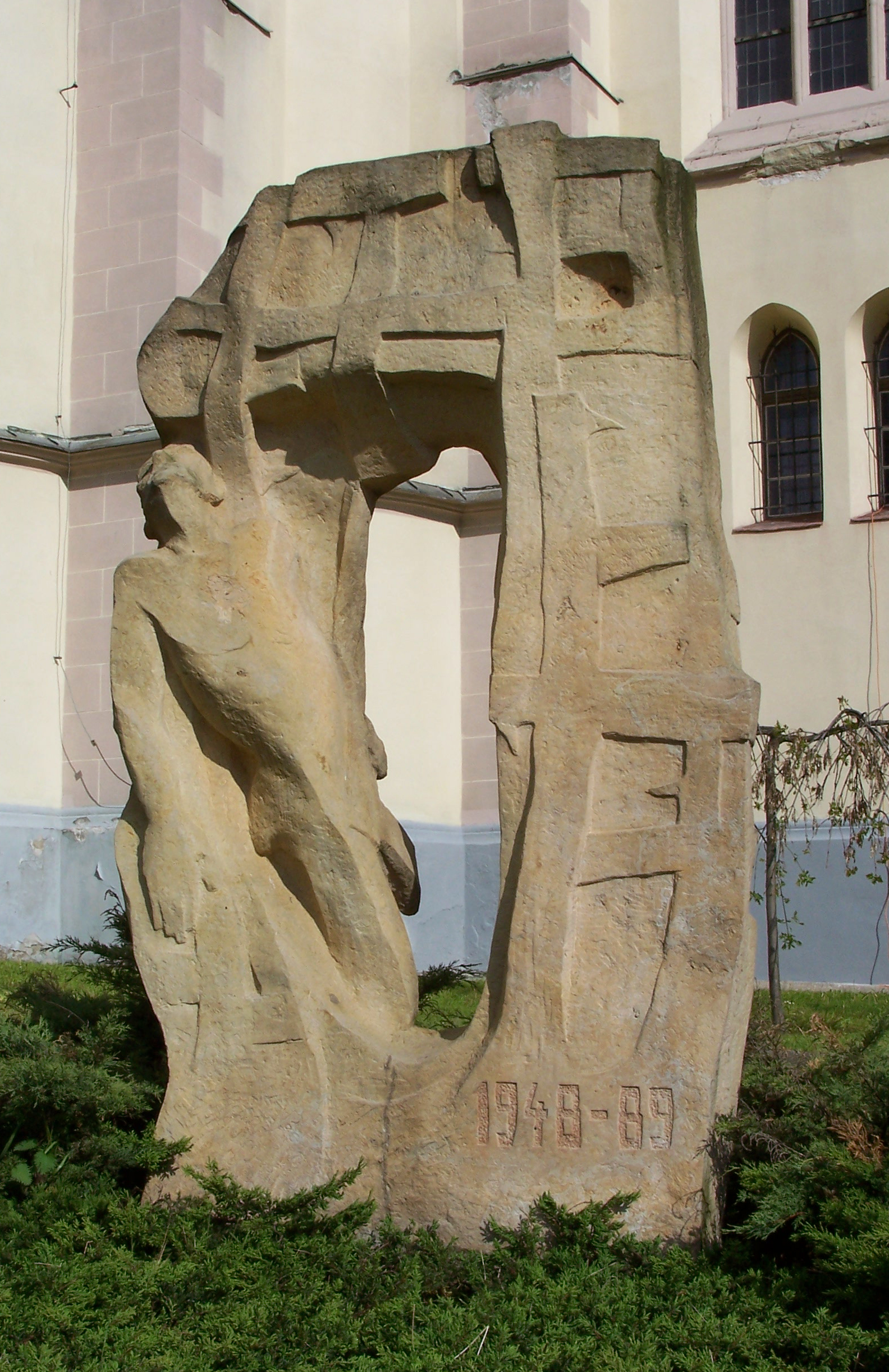
Brána svobody – centrální oboustranná plastika souboru
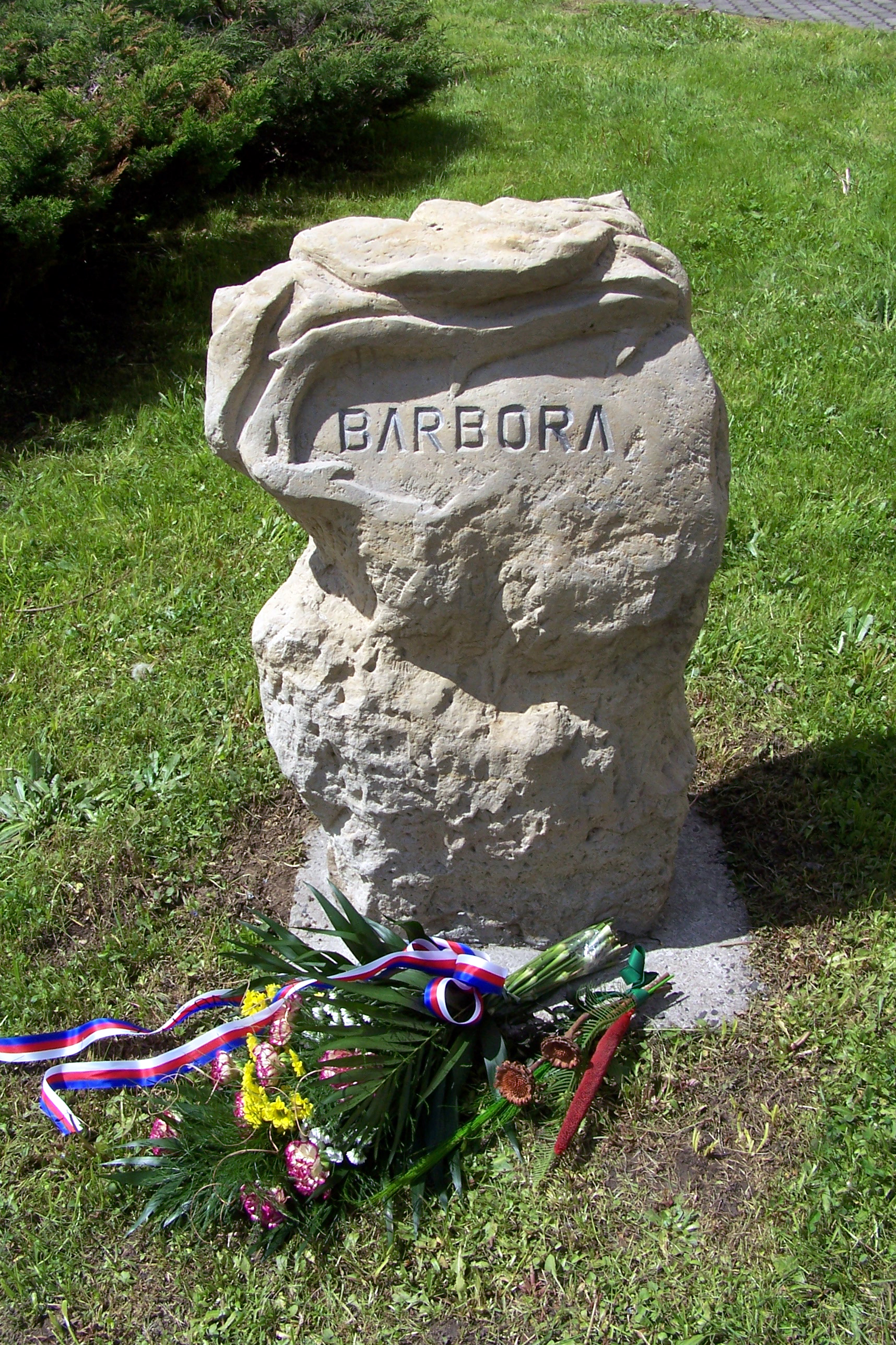
Barbora – trny
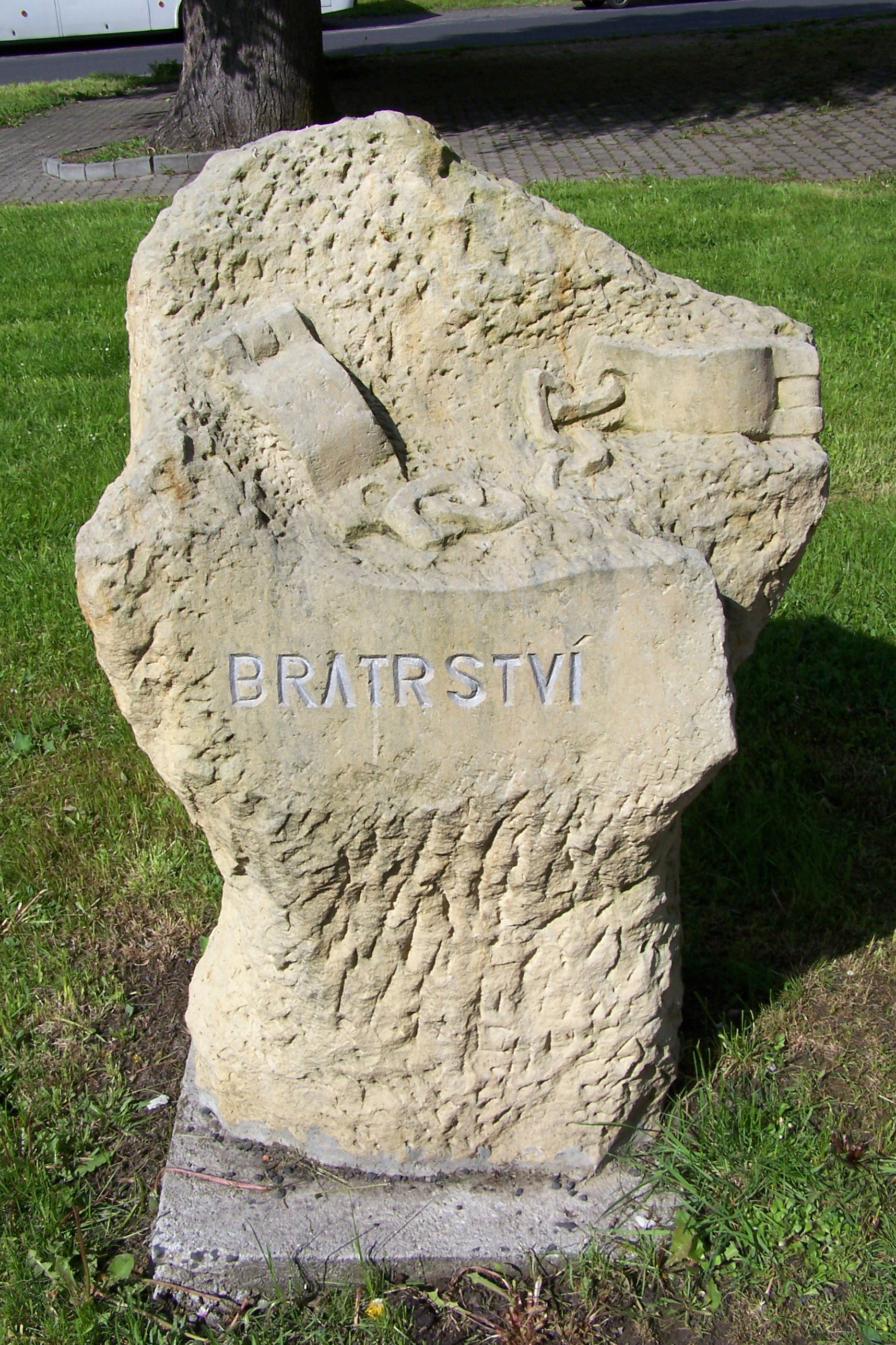
Bratrství – okovy
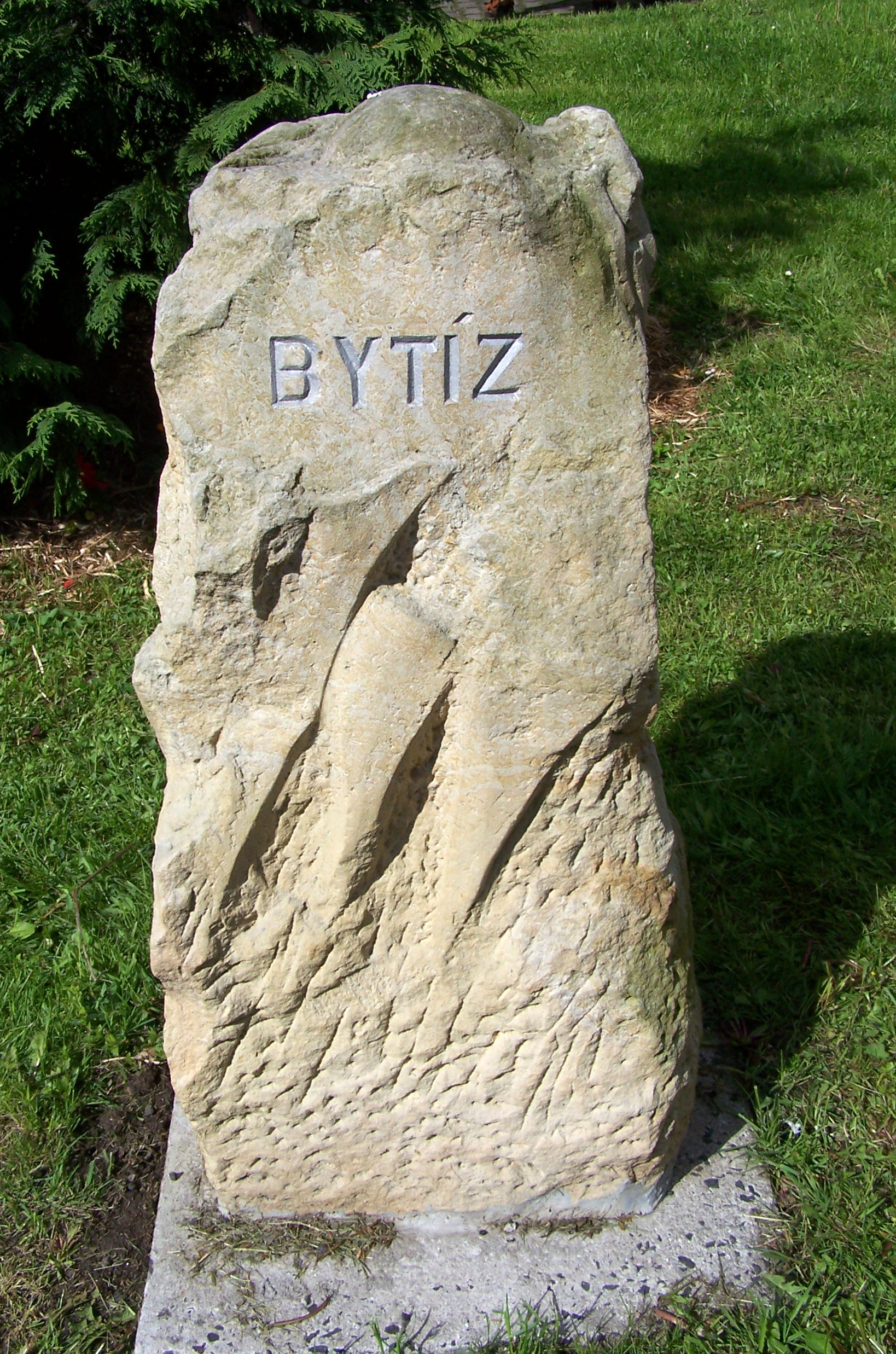
Bytíz – koule s řetězem
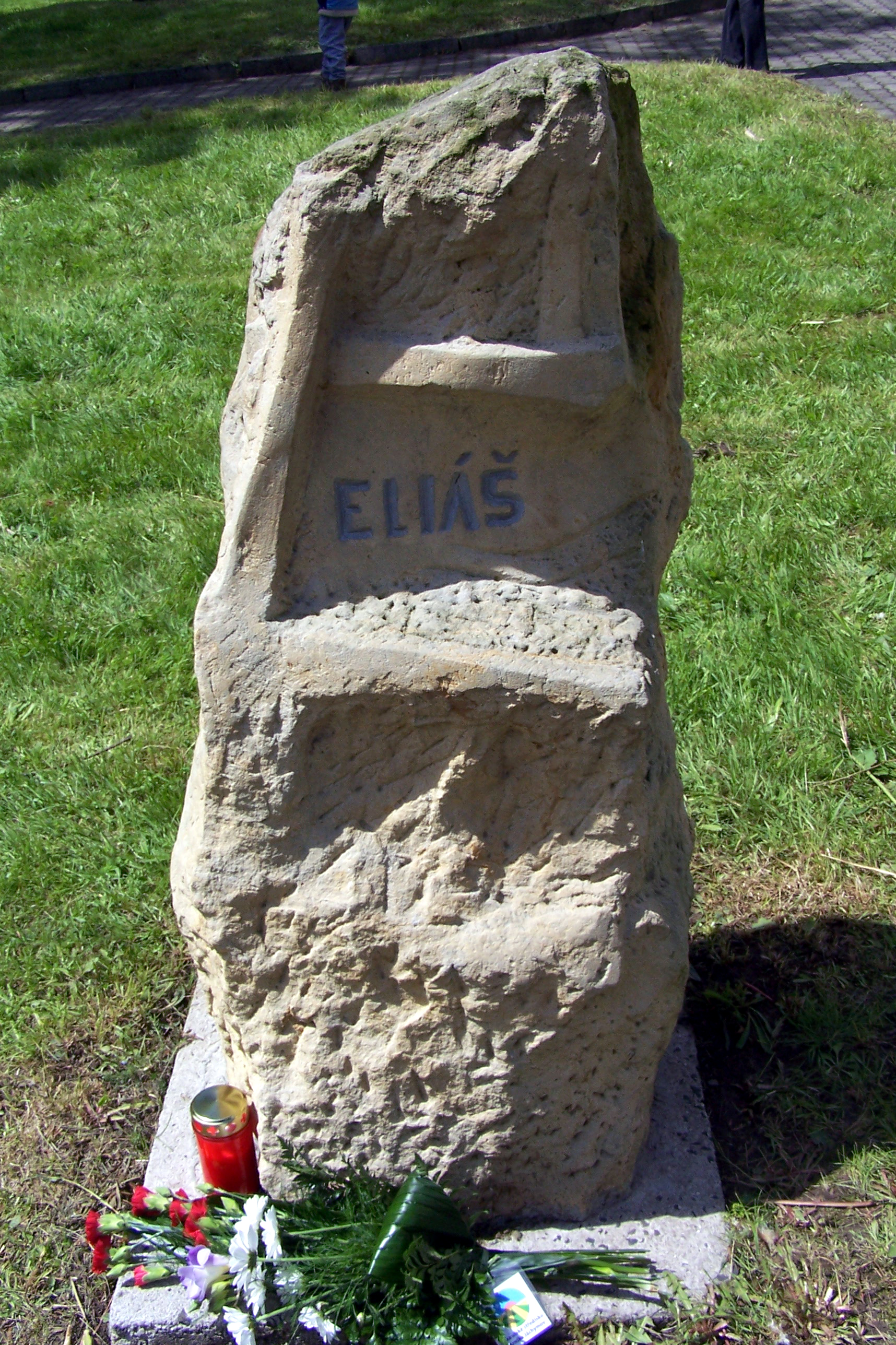
Eliáš – mříže
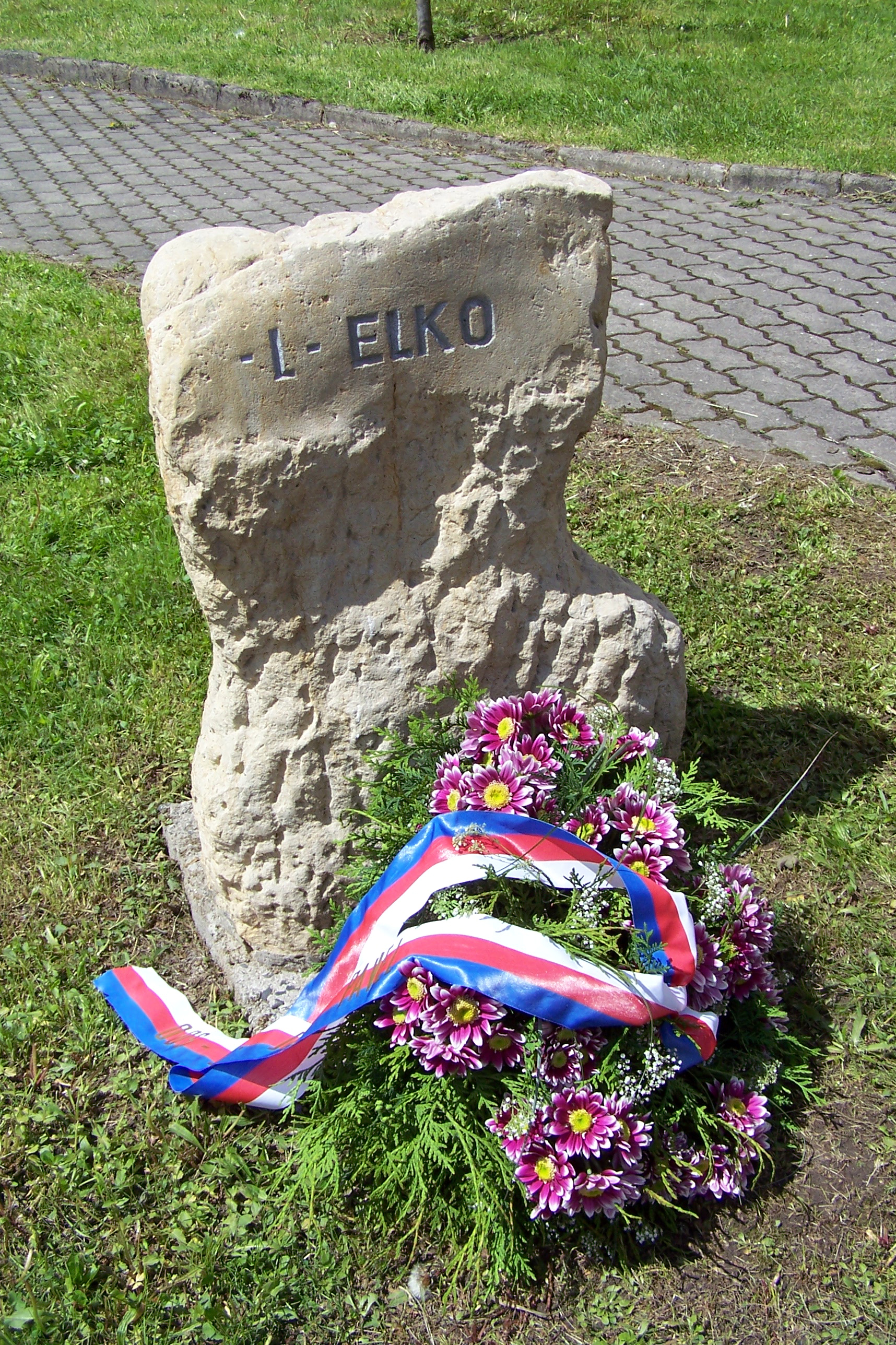
L-Elko – Jidášův měšec
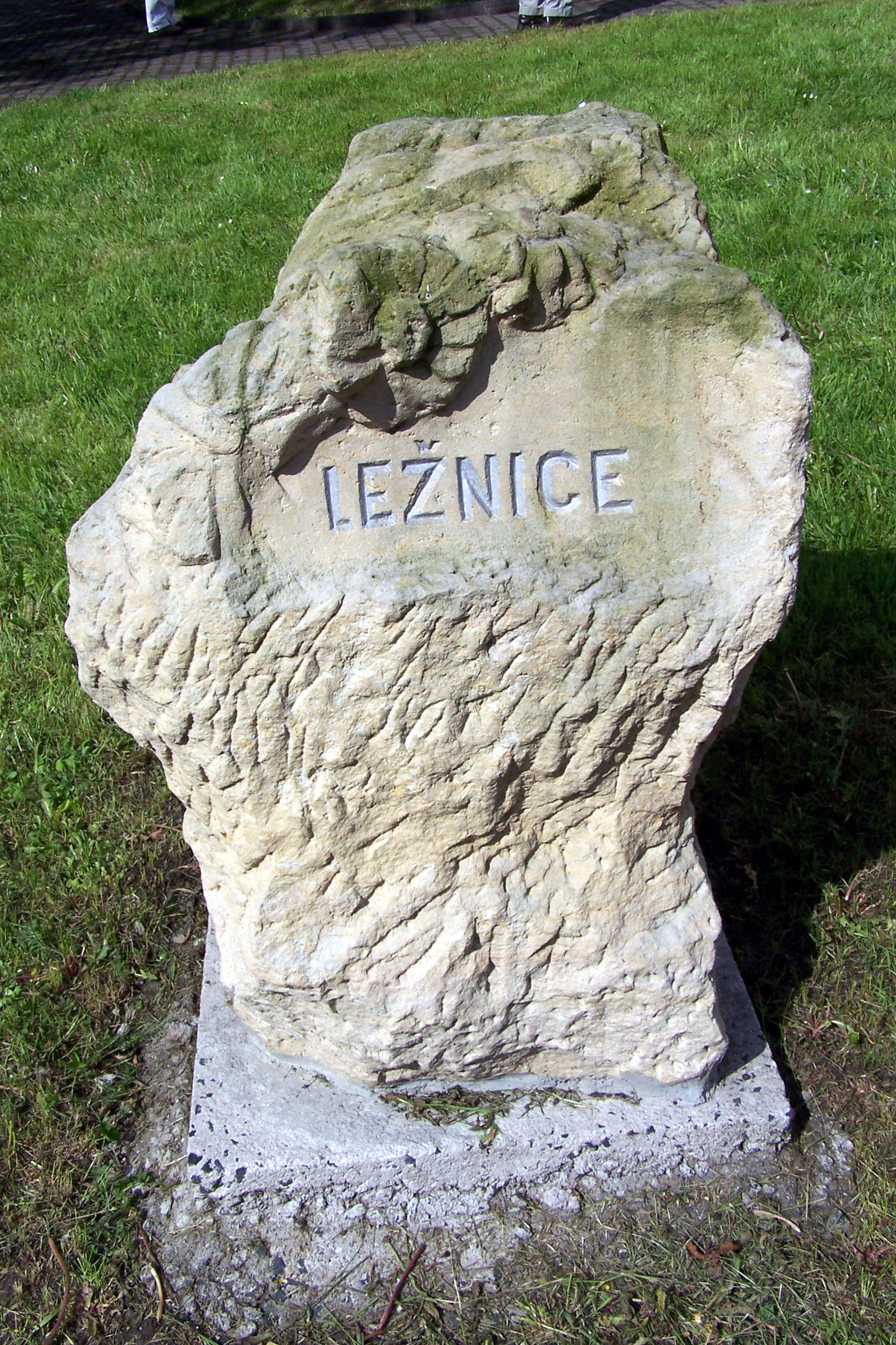
Ležnice – květiny
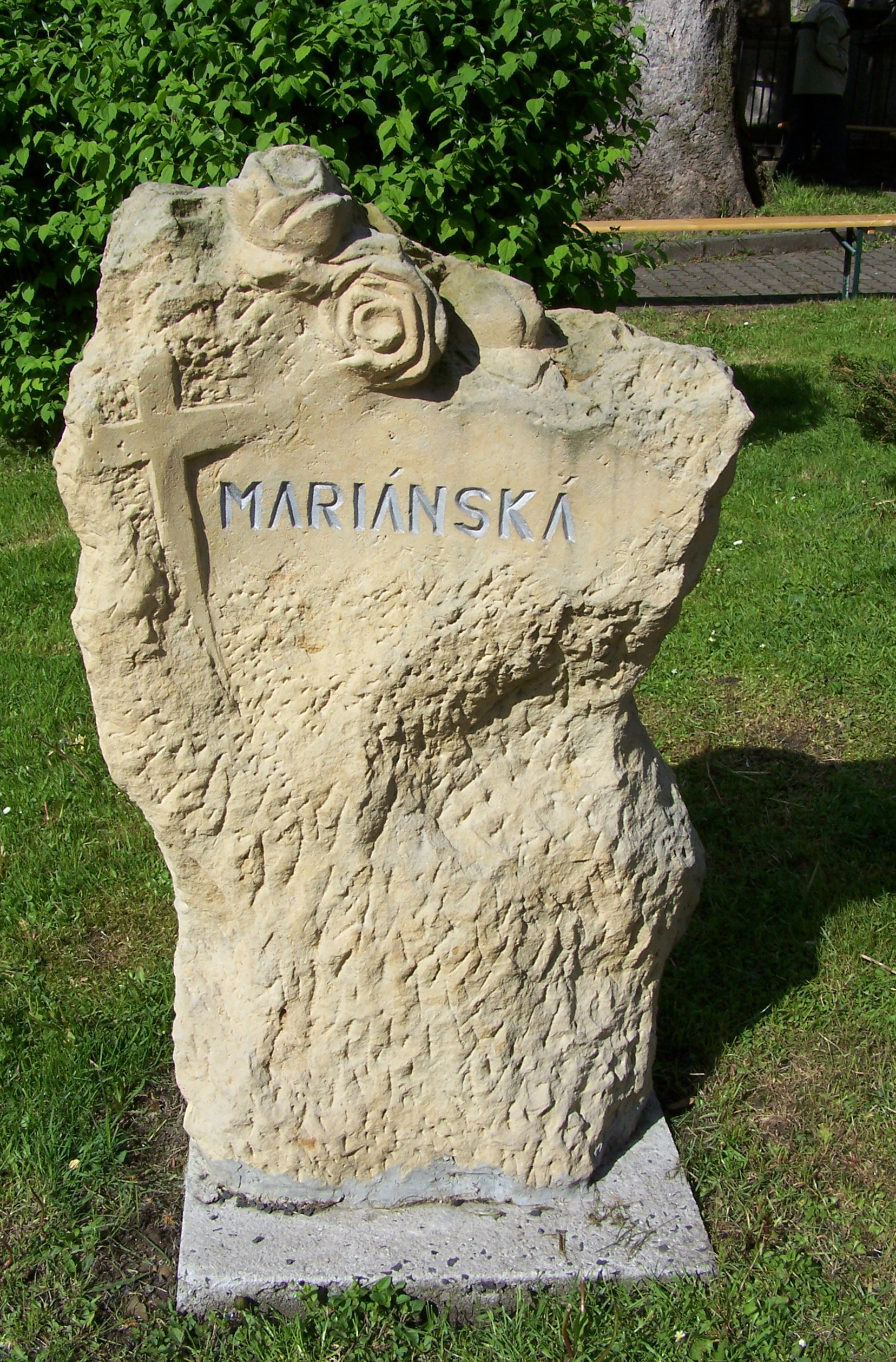
Mariánská – růže
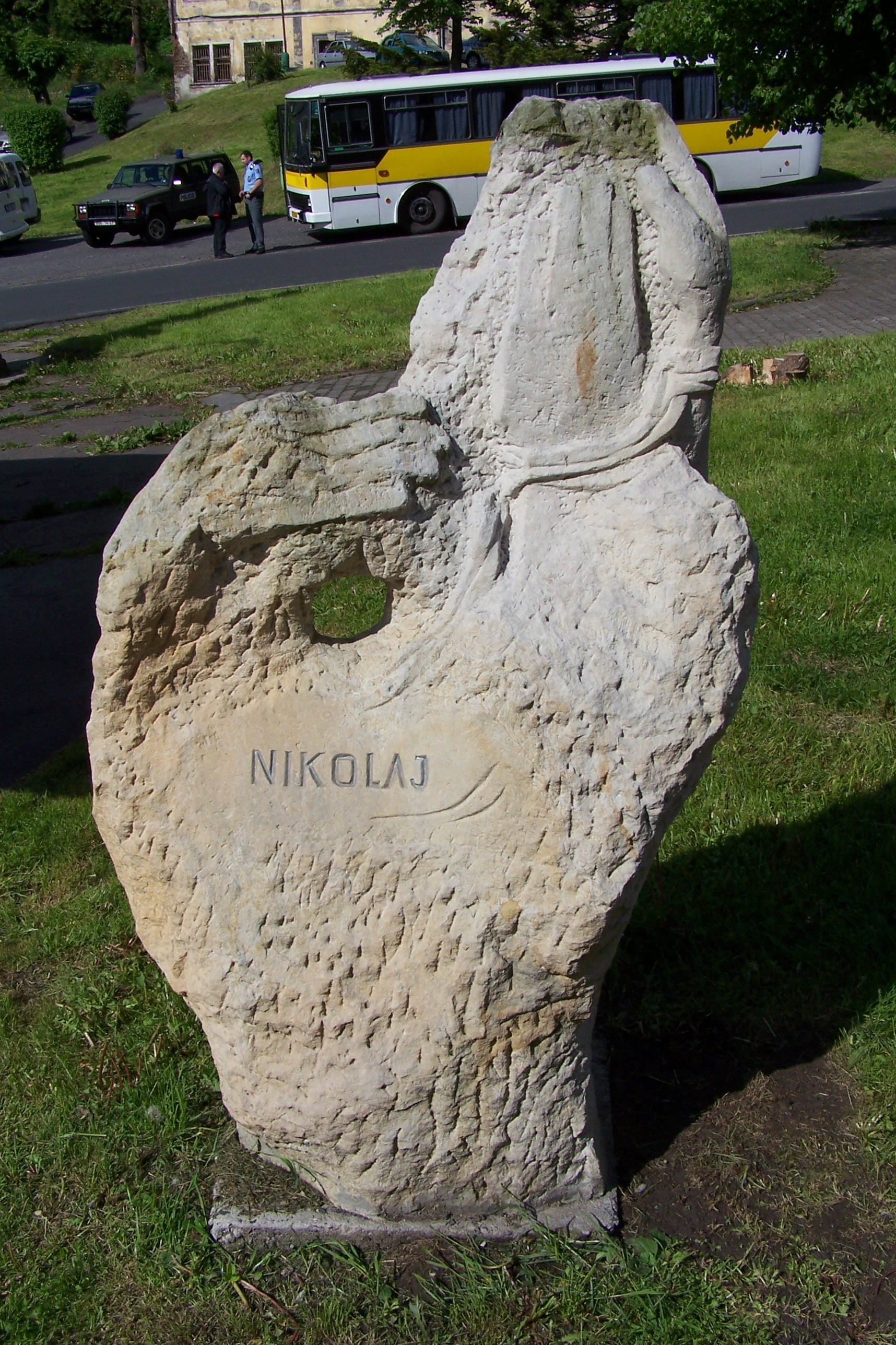
Nikolaj – spoutané ruce
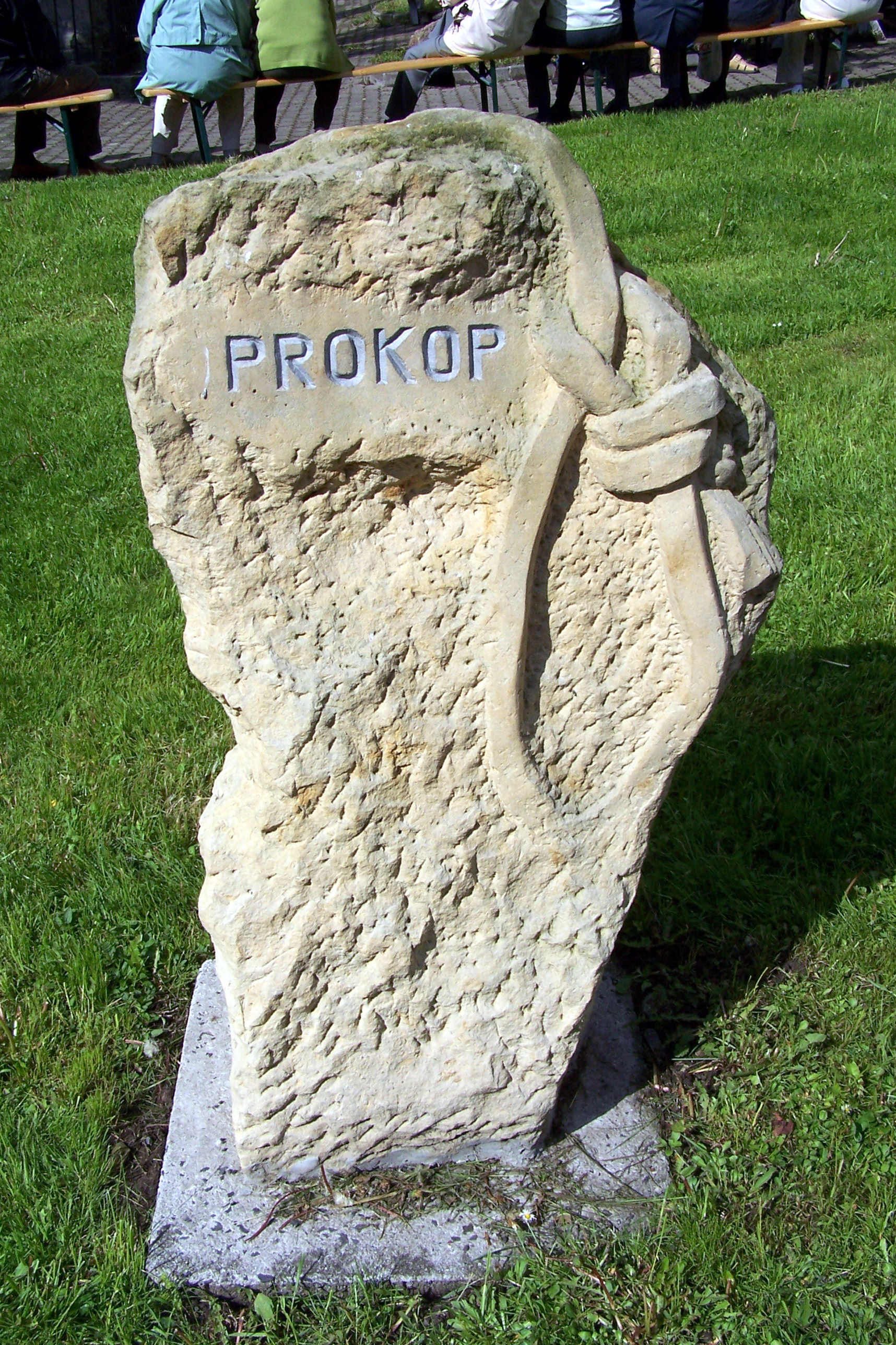
Prokop – oprátka
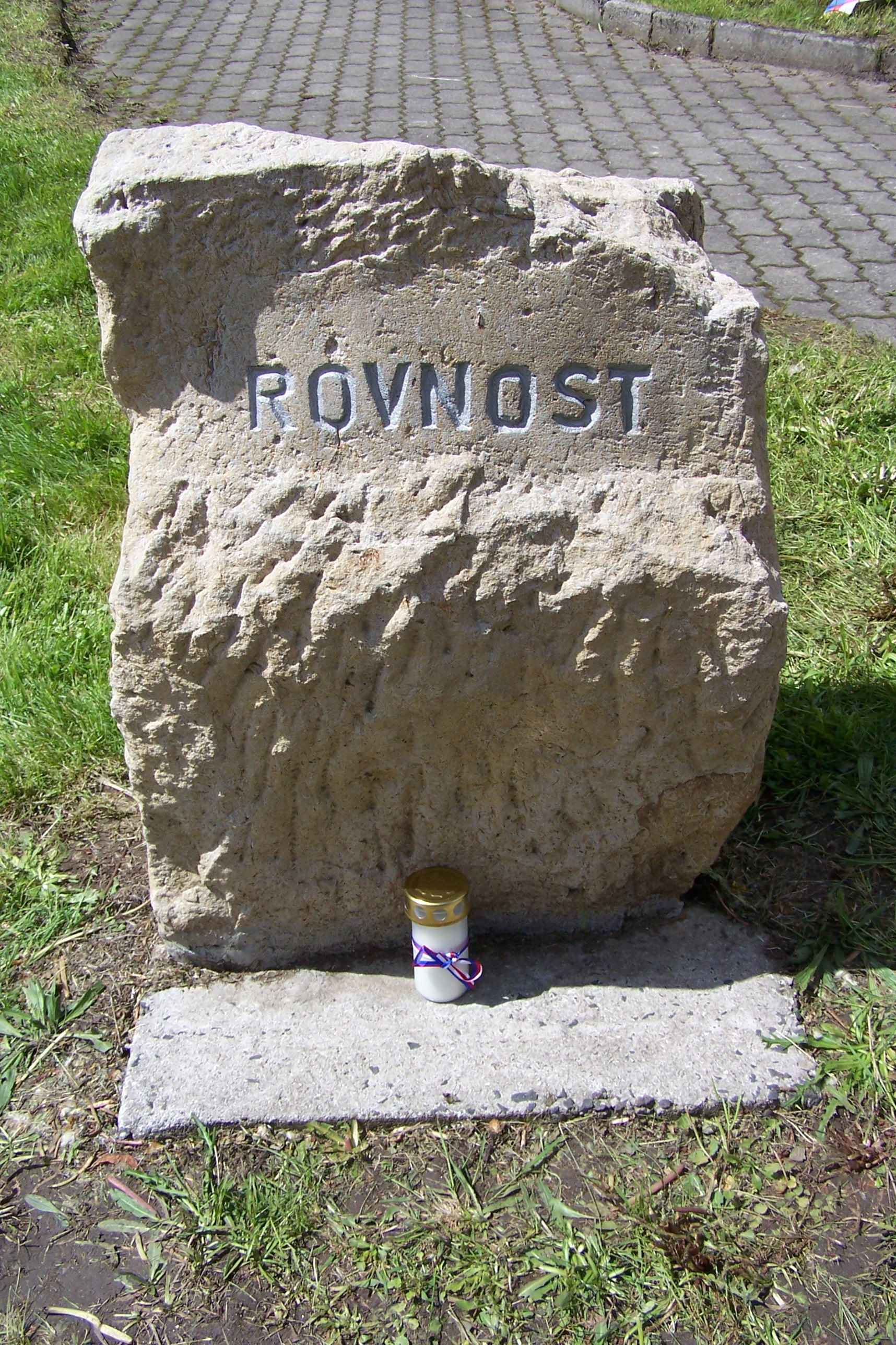
Rovnost – vánoční zvoneček
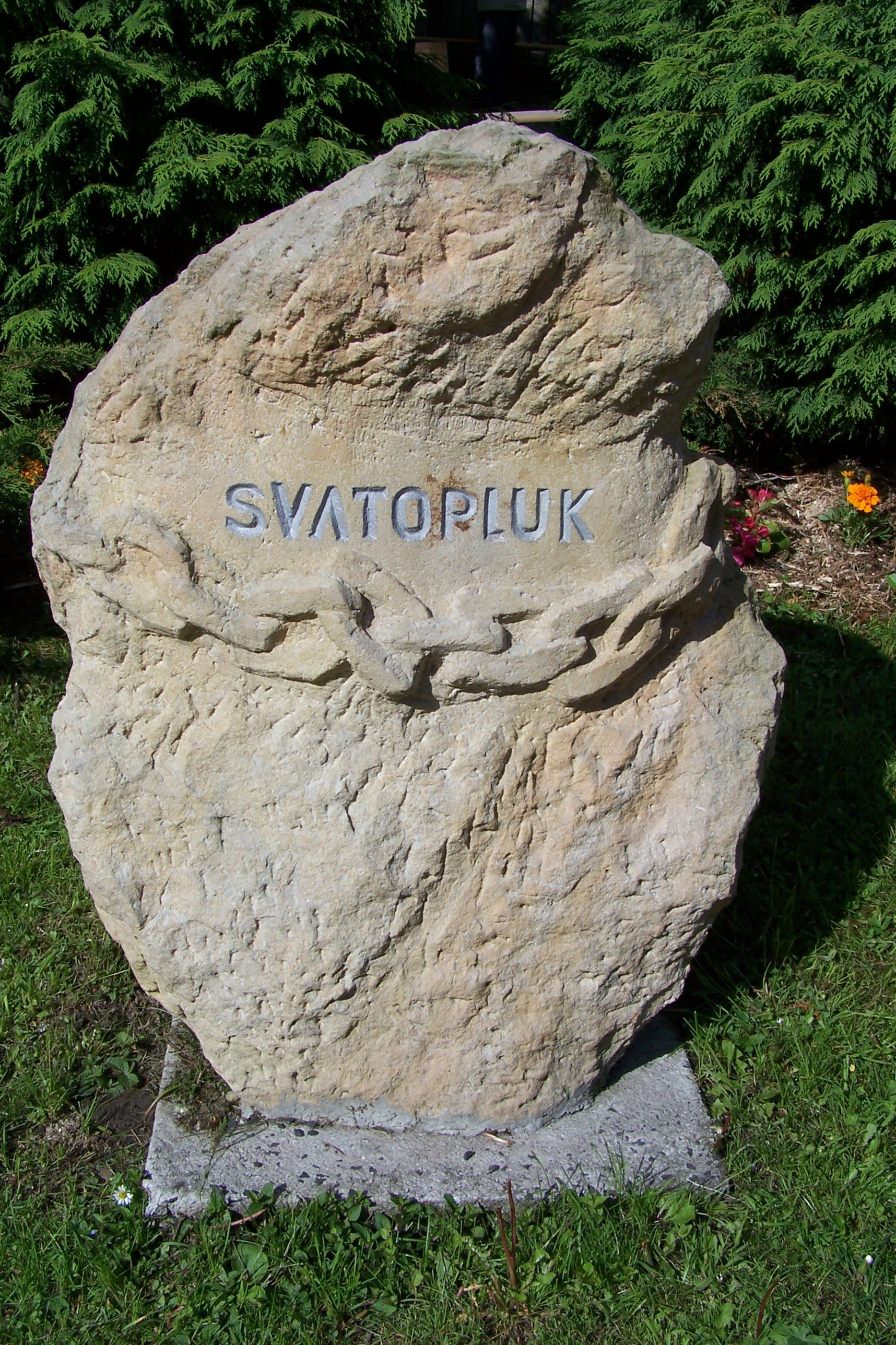
Svatopluk – řetěz
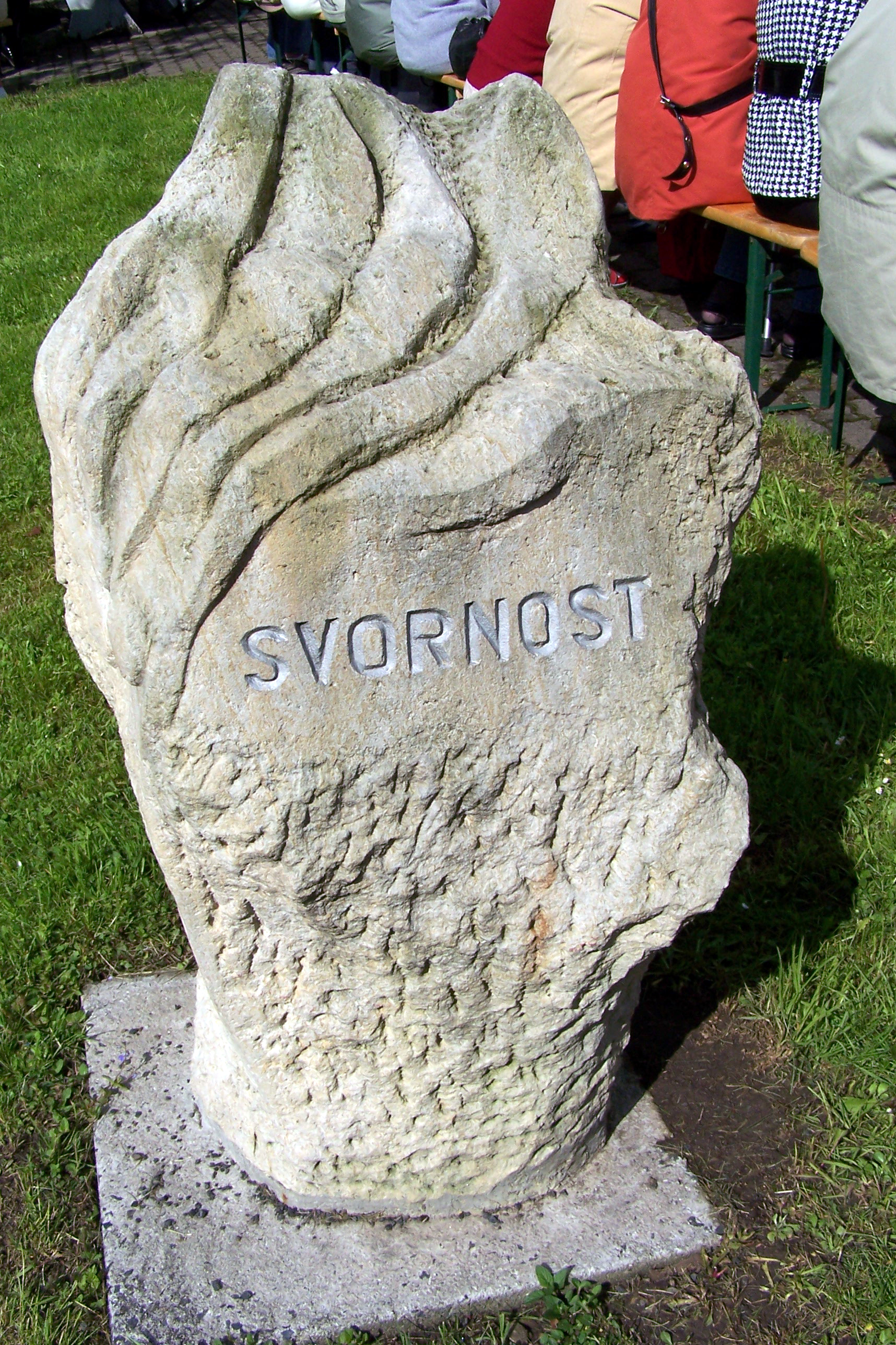
Svornost – prameny a slzy
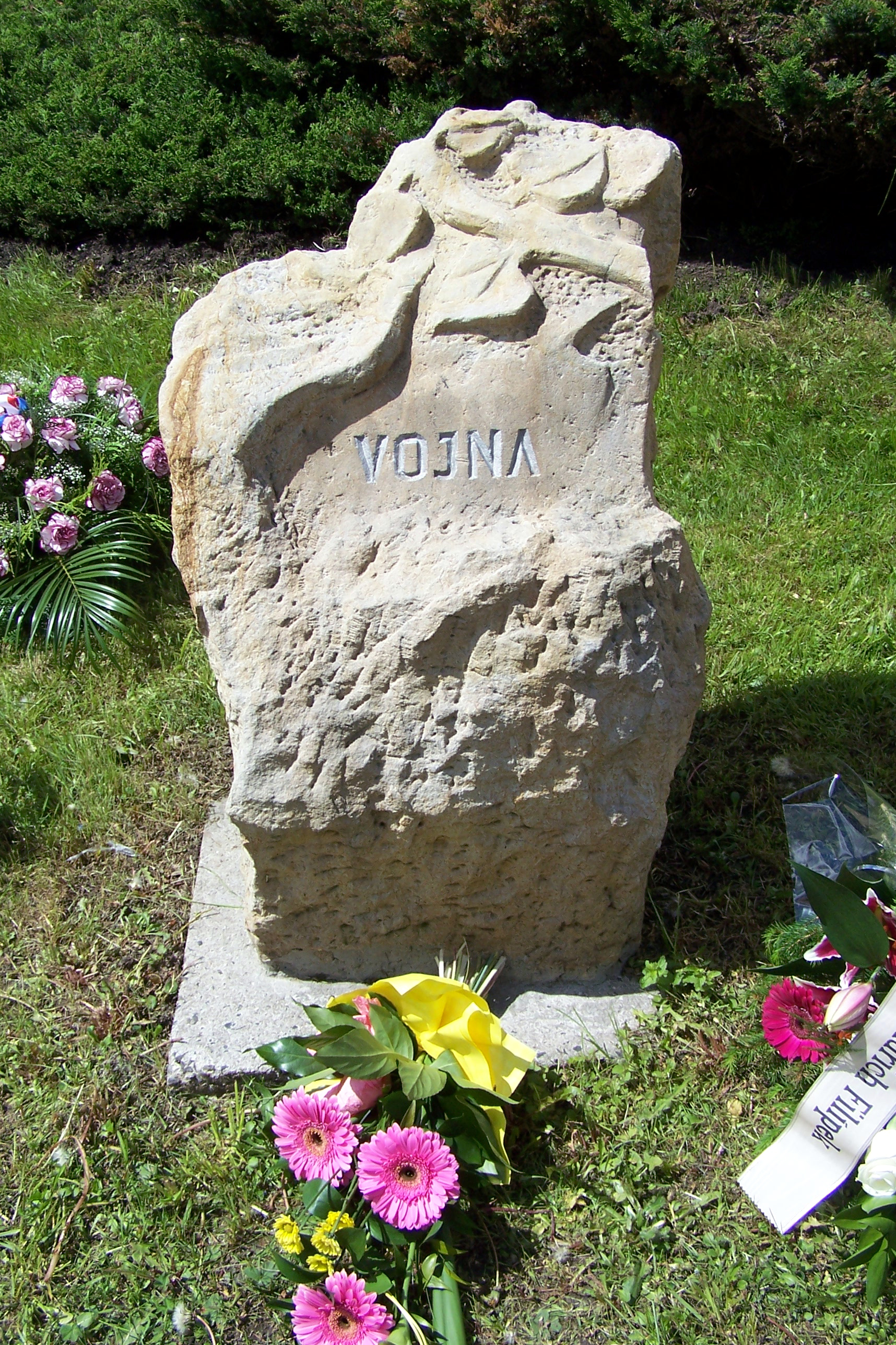
Vojna – lípová větvička
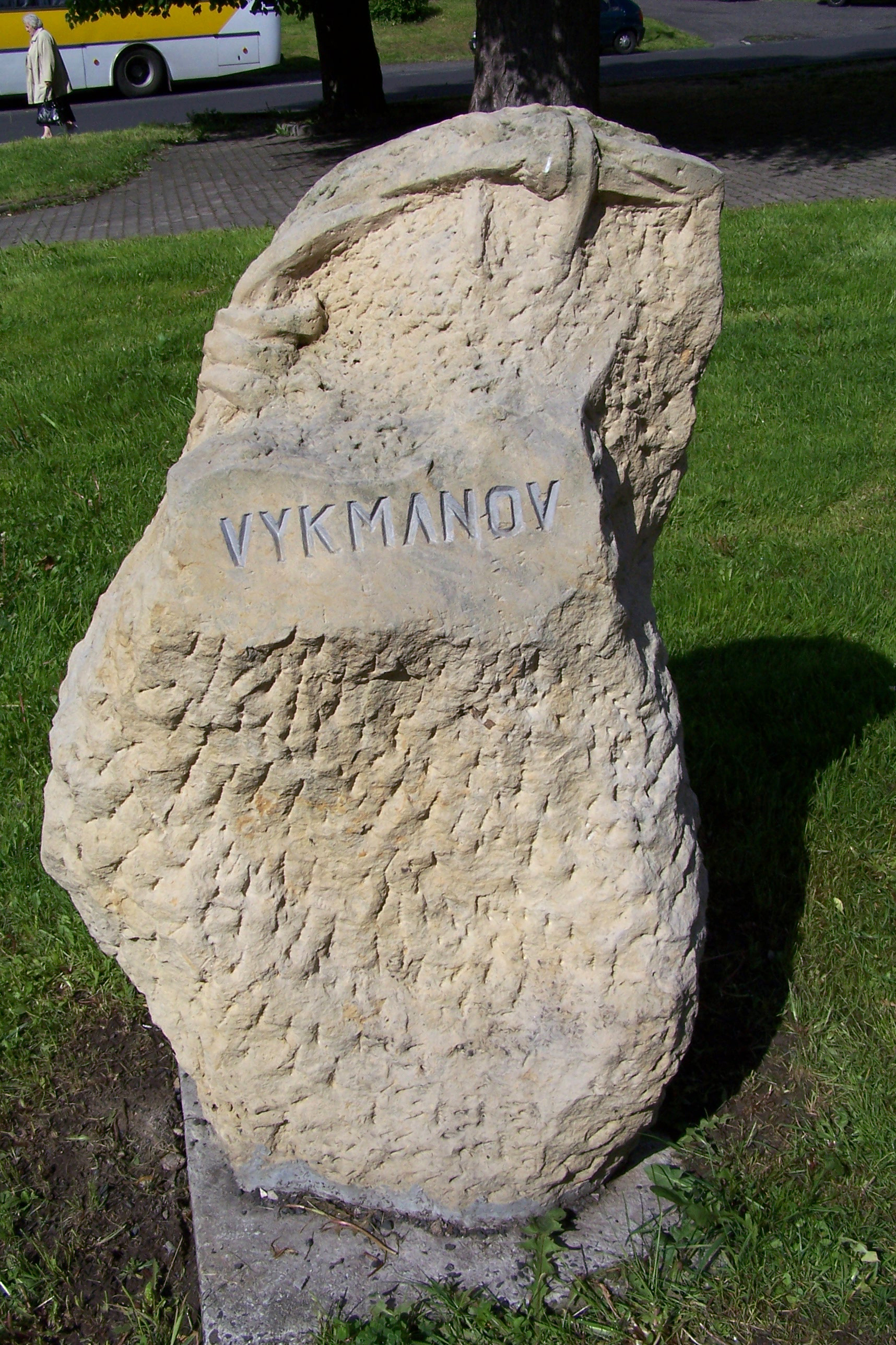
Vykmanov – ostnatý drát
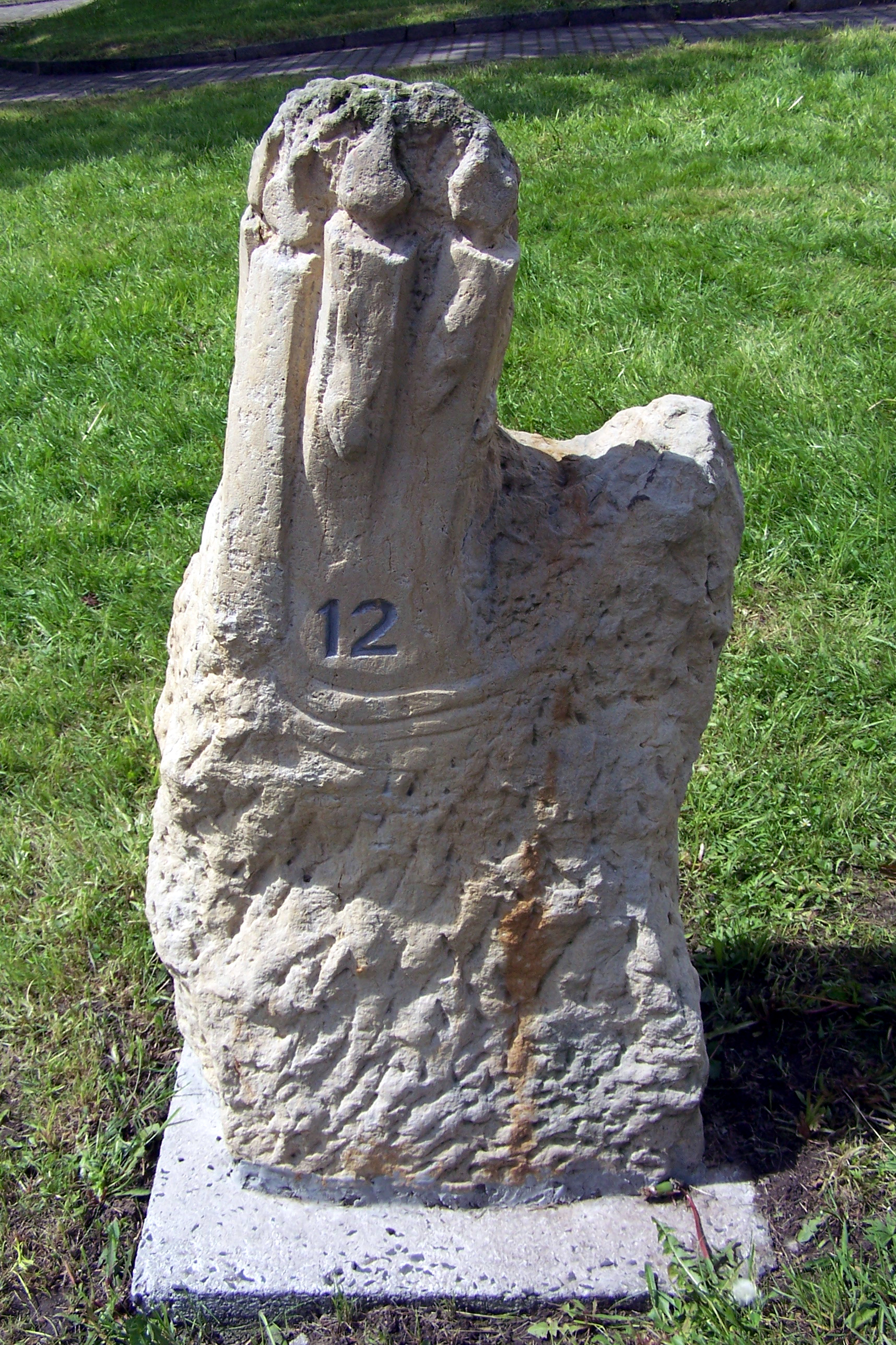
12 – svíce